# Kevin Balanta
Kevin Alexander Balanta Lucumí (ur. 28 kwietnia 1997 w Palmar) – kolumbijski piłkarz występujący na pozycji środkowego obrońcy lub defensywnego pomocnika, reprezentant Kolumbii, od 2025 roku zawodnik argentyńskiego Defensa y Justicia.